# Kozlíky
Kozlíky (německy Goslika) je malá vesnice, část obce Rtyně nad Bílinou v okrese Teplice. Nachází se 2 km na severozápad od Rtyně nad Bílinou a 5 km jihovýchodně od Teplic. V roce 2009 zde bylo evidováno 27 adres.
Kozlíky leží v katastrálním území Velvěty o výměře 3,57 km2.

## Další fotografie

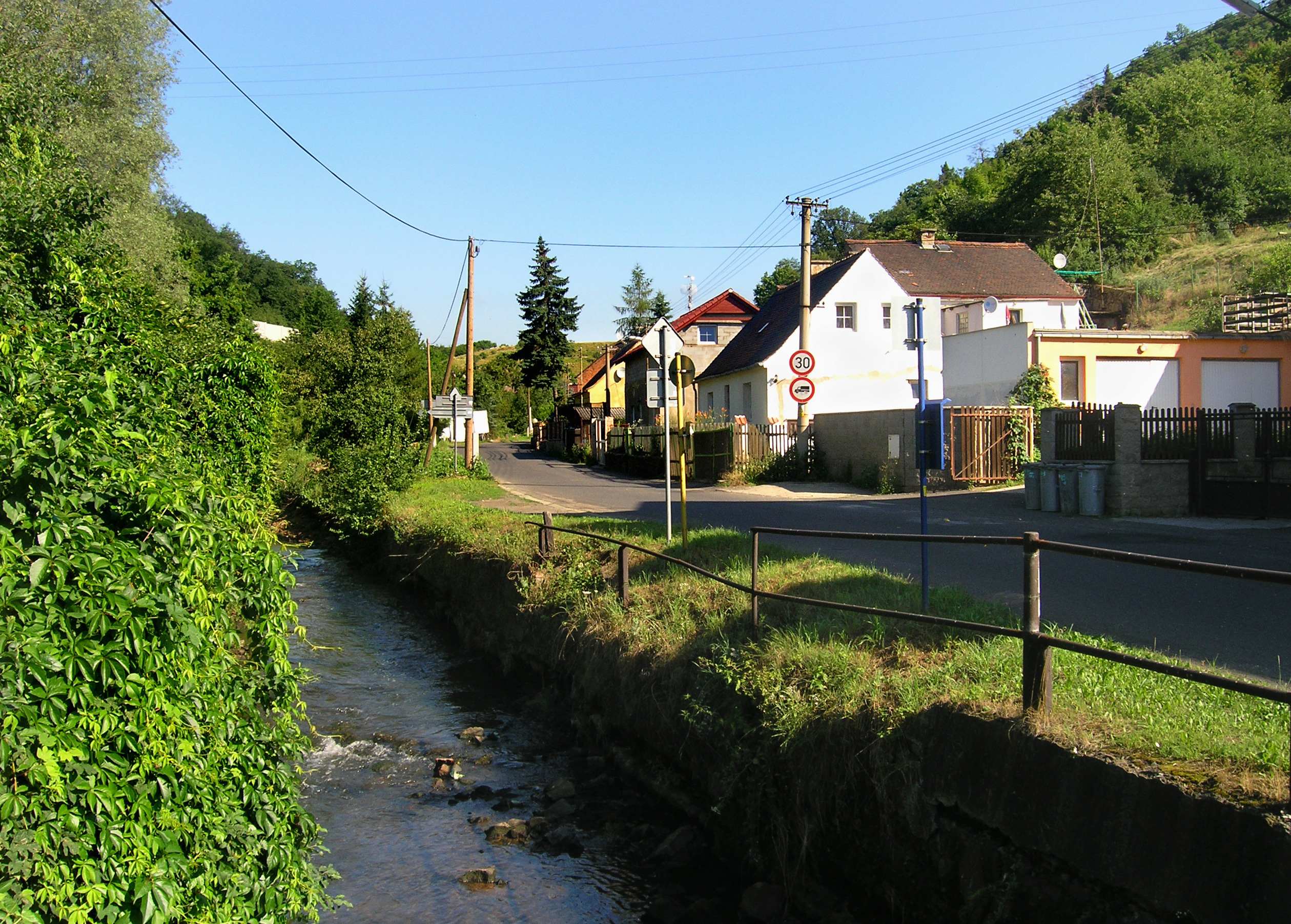
Říčka Bystřice
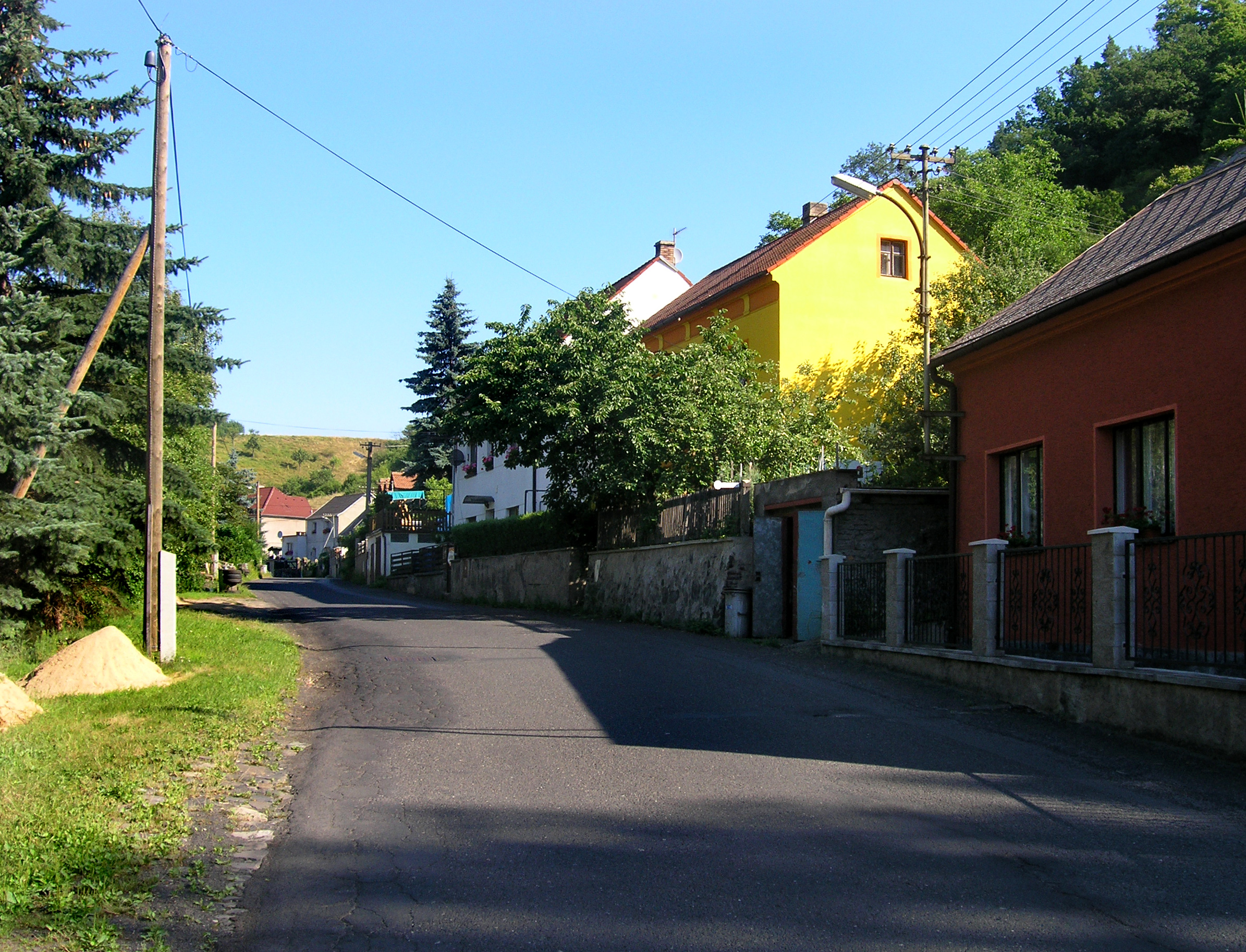
Střední část vesnice